# Tiêu Xúc
Tiêu Xúc (giản thể: 焦触; phồn thể: 焦觸; bính âm: Jiao Chu) là tướng lĩnh dưới trướng quân phiệt Viên Hi cuối thời Đông Hán và Tào Ngụy thời Tam Quốc trong lịch sử Trung Quốc.

## Cuộc đời
Tiêu Xúc vốn là tướng lĩnh của Viên Thiệu. Năm 202, Thiệu chết, các con trai của Thiệu chia quân đánh nhau. Tiêu Xúc theo con thứ của Viên Thiệu là Viên Hi.
Năm 205, Tào Tháo ra quân Hà Bắc, đánh anh em Viên Hi, Viên Thượng. Tiêu Xúc cấu kết với tướng quân Trương Nam phản bội Hi, Thượng. Xúc tự xưng thứ sử U Châu, hiệu lệnh các thái thú, huyện lệnh, huyện trưởng của họ Viên, tụ quân mấy vạn, phản Viên theo Tào, giết ngựa trắng thề, rằng:
Kẻ nào không nghe lệnh thì chém!
Đám người không dám nói lời nào, chỉ có biệt giá Hàn Hành phản bác:
Ta chịu ơn nặng của cha con Viên công, giờ đã bại vong, trí không thể cứu, dũng không thể chết theo, về nghĩa là khiếm khuyết rồi. Giờ ngoảnh mặt về hướng bắc mà theo họ Tào, việc này ta không theo.
Người nơi đó đều biến sắc. Xúc nói:
Kẻ làm việc lớn, phải dựng đại nghĩa, việc thành hay không, không do một người, nên thành toàn chí của Hành, để khích lệ người thờ chủ.
Anh em Viên Hi bị đuổi đến chỗ thủ lĩnh Ô Hoàn ở quận Liêu Tây là Đạp Đốn. Khi quân Tào đến nơi, Tiêu Xúc dẫn người quy thuận, được phong tước liệt hầu. Không lâu sau, tướng cũ của Viện Thiệu là Triệu Độc (趙犢), Hoắc Nô (霍奴) nổi dậy, giết thứ sử U Châu, nhưng không phải là Xúc.
Năm 220, Tiêu Xúc giữ chức Chinh Lỗ tương quân, tước Đô đình hầu, cùng các tướng lĩnh như Hạ Hầu Đôn, Tào Nhân, Đặng Triển, Lưu Nhược, Tiên Vu Phụ, Vương Trung và nhiều tướng lĩnh khác dâng thư ủng hộ Tào Phi xưng đế, soán vị nhà Hán.
Không rõ hậu sự của Tiêu Xúc.

## Trong văn hóa
Trong tiểu thuyết Tam quốc diễn nghĩa, Tiêu Xúc xuất hiện ở hồi 33, là bộ tướng của Viên Hi. Năm 205, Tào Tháo đánh đuổi Viên Đàm, chiếm thành Nam Bì, Tiêu Xúc cùng Trương Nam dẫn quân đến quy hàng, được phong làm liệt hầu. Tào Tháo muốn tiêu diệt hoàn toàn anh em họ Viên, bèn hỏi kế Quách Gia. Gia nói: Nên sai Tiêu Xúc và Trương Nam là bọn hàng tướng của họ Viên đi đánh. Tháo bèn cho Tiêu Xúc, Trương Nam, Lã Khoáng, Lã Tường, Mã Diên, Trương Nghĩ cầm quân đánh U Châu, đuổi anh em Viên Hi, Viên Thượng sang Liêu Tây nhờ Ô Hoàn.
Năm 207, Tào Tháo tấn công Kinh Châu, đánh đuổi Lưu Bị ở Đương Dương. Tướng của Lưu Bị là Triệu Vân mang theo thiếu chủ A Đẩu hỗn chiến ở dốc Trường Bản. Tiêu Xúc cùng Trương Nam, Mã Diên, Trương Nghĩ bốn tướng chặn đánh Triệu Vân nhưng bị đẩy lui. Sau đó, Tào Tháo huấn luyện thủy quân chuẩn bị đánh Giang Đông, Tiêu Xúc, Trương Nam tự nhận dù bản thân là ngươi U, Yên nhưng cũng có thể đánh thủy chiến, xin Tào Tháo cho hai chục chiến thuyền đánh tiên phong. Dù Tháo có khuyên bảo nhưng hai tướng vẫn quyết tâm xin đánh, lấy thuyền nhỏ ra trận để thể hiện tài năng. Canh năm hôm sau, Tiêu Xúc, Trương Nam dẫn thuyền tấn công Giang Nam. Tướng Giang Đông là Chu Du phái Hàn Đương, Chu Thái đánh chặn. Tiêu Xúc đụng độ Hàn Đương, bị Đương dùng một mâu đâm chết. Trương Nam bị Chu Thái áp sát chém chết.
Trong hồi 33, xuất hiện nhân vật Ô Hoàn Xúc (烏桓觸), giữ chức thứ sử U Châu, muốn phản họ Viên và bị Hàn Hành phản bác như trong lịch sử. Có khả năng xuất phát từ việc ngắt sai câu khi đọc sử liệu, mà La Quán Trung hoặc một đồng tác giả của Tam quốc diễn nghĩa đã biến Tiêu Xúc thành hai nhân vật độc lập.